# Zenó de Cítion
Zenó de Cítion (en grec antic: Ζήνων, llatí: Zenón; c. 334 – c. 262 aC) va ser un filòsof hel·lenístic natural de Cítion (Xipre). Zenó va ser el fundador de l'escola de filosofia estoica, que va ensenyar a Atenes des del 300 aC aproximadament. Basant-se en les idees morals dels cínics, l'estoïcisme va posar un gran èmfasi en la bondat i la tranquil·litat d'esperit que s'obtenen vivint una vida de virtut d'acord amb la natura. Va esdevenir molt popular i va florir com una de les principals escoles de filosofia des del període hel·lenístic fins a l'època romana, i va gaudir d'una recuperació durant el Renaixement com a neostoïcisme i en l'època actual com a estoïcisme modern.

## Biografia
Zenó va néixer cap a l'any 334 aC, a la colònia fenícia de Cítion de Xipre. La seva ascendència és disputada entre fenicis i grecs, perquè Cítion contenia habitants tant fenicis com grecs. Mentre que la major part dels historiadors contemporanis i moderns consideren Zenó com un fenici, per contra, alguns erudits moderns han argumentat que podria tenir un origen grec o grecofenici. La sola cosa que els historiadors saben amb certesa és que Zenó tenia un nom grec, una educació superior grega i que no hi ha proves que conegués una llengua diferent del grec. El seu pare, Mnàsees, tenia un nom ambiguament significatiu tant en fenici («el que fa oblidar») com en grec («conscient»). La seva mare i el seu nom no estan documentats.
La majoria dels detalls coneguts sobre la seva vida provenen de la biografia i anècdotes conservades per Diògenes Laerci a la seva obra Vida dels filòsofs il·lustres, alguns dels quals són confirmats per la Suda (una enciclopèdia romana d'Orient del segle x). Diògenes informa que l'interès de Zenó per la filosofia va començar quan «va consultar l'oracle per saber què havia de fer per assolir la millor vida, i que la resposta del déu va ser que havia d'assumir la pell dels morts. Llavors, en percebre què significava això, va estudiar autors antics.» Zenó es va convertir en un comerciant ric. En un viatge de Fenícia al Pireu va sobreviure a un naufragi, després del qual va anar a Atenes i va visitar un llibreter. Allà va trobar Els records de Xenofont. Estava tan satisfet amb la representació del llibre de Sòcrates que va preguntar al llibreter on es trobaven homes com Sòcrates. Just aleshores, Crates de Tebes —el cínic més famós que vivia en aquella època a Grècia— va passar per davant i el llibreter el va assenyalar.
Zenó és descrit com una persona demacrada i de pell fosca, que vivia una vida ascètica malgrat la seva riquesa. Això coincideix amb les influències de l'ensenyament cínic, i es va continuar, almenys en part, en la seva filosofia estoica. Des del dia en què Zenó es va convertir en alumne de Crates, va mostrar una forta inclinació per la filosofia, encara que amb massa modèstia per assimilar la manca de pudor cínica. Per això, Crates, desitjant corregir-li aquest defecte, li va donar un pot de sopa de llenties per portar-lo pel Ceràmic (el barri de la ceràmica), i quan va veure que Zenó se n'avergonyia i va intentar no veure'l, Crates va trencar l'olla amb un cop de bastó. Quan Zenó va començar a córrer, avergonyit, amb la sopa de llenties que li baixava les cames, Crates el va renyar: «Per què fuges, petit fenici? No t'ha passat res terrible.»
A part de Crates, Zenó va estudiar sota els filòsofs de l'escola de Mègara, entre ells Estilpó, i els dialèctics Diodor Cronos i Filó. També es diu que va estudiar filosofia platònica sota la direcció de Xenòcrates de Calcedònia, i Polemó d'Atenes.
Zenó va començar a ensenyar a l'estoa de l'àgora d'Atenes coneguda com a Stoa Poikile (en grec Στοὰ Ποικίλη) l'any 301 aC. Els seus deixebles es van anomenar inicialment «Zenoneus», però finalment van arribar a ser coneguts com a «estoics», un nom aplicat anteriorment als poetes que es van congregar a Stoa Poikile.
Entre els admiradors de Zenó hi havia el rei Antígon II Gònates de Macedònia, que sempre que venia a Atenes el visitava. Es diu que Zenó va declinar una invitació per visitar Antígon a Macedònia, encara que la seva suposada correspondència conservada per Laerci és, sens dubte, la invenció d'un escriptor posterior. Zenó, en canvi, va enviar el seu amic i deixeble Perseu, que havia viscut amb Zenó a casa seva. Entre els altres alumnes de Zenó hi havia Aristó de Quios, Esfer i Cleantes que van succeir a Zenó com a cap (escolarca) de l'escola estoica d'Atenes.
Es diu que Zenó va declinar la ciutadania atenesa quan se li va oferir, per por que semblés infidel a la seva terra natal, on era molt estimat, i on va contribuir a la restauració dels banys. Després d'això el seu nom va ser inscrit en un pilar com «Zenó el filòsof». També se'ns diu que Zenó era de caràcter seriós i ombrívol; que preferia la companyia de pocs a les multituds; que li agradava dedicar-se a investigar; i que no li agradaven els discursos verbosos i elaborats. Diògenes Laerci ha conservat moltes observacions intel·ligents i enginyoses de Zenó, encara que aquestes anècdotes generalment es consideren poc fiables.
Zenó va morir cap al 262 aC.[a] Laerci informa de la seva mort:
| « | Quan sortia de l'escola va ensopegar, va caure i es va trencar el dit del peu. Colpejant el terra amb el puny, va citar una frase de l'obra Niobe d'Èsquil: "Ja vinc, ja vinc, per què em crides?" i va morir tot seguit aguantant la respiració. | » |

Al seu funeral se li va compondre un epitafi que deia:
| « | I si el teu país natal era Fenícia, Per què cal menysprear-te? No en venia també Cadme, Qui va donar a Grècia els seus llibres i l'art d'escriure? | » |

Això significava que, tot i que Zenó era d'origen bàrbar, els grecs encara el respectaven, comparant-lo amb el llegendari heroi fenici Cadme que havia portat l'alfabet als grecs, ja que Zenó els havia portat l'estoïcisme i fou descrit com «l'home més noble de la seva època» amb una estàtua de bronze que s'estava construint en honor seu. També se li va construir una tomba en honor a la seva influència moral en la joventut de la seva època.

## Filosofia

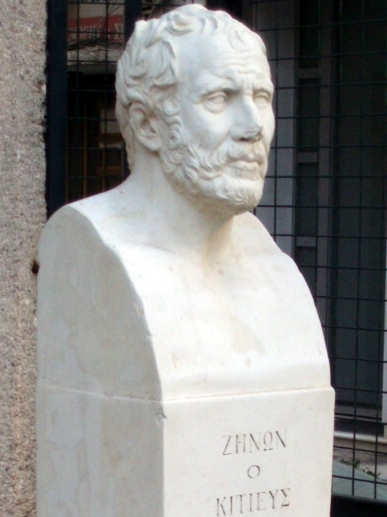
Bust modern de Zenó a Atenes

Seguint les idees de l'Acadèmia platònica, Zenó va dividir la filosofia en tres parts: la lògica (un tema ampli que inclou la retòrica, la gramàtica i les teories de la percepció i del pensament); la física (no només la ciència, sinó també la naturalesa divina de l'univers); i l'ètica, l'objectiu final de la qual era assolir l'eudaimonia a través de la manera correcta de viure segons la natura. Com que les idees de Zenó van ser posteriorment ampliades per Crisip de Solos i altres estoics, pot ser difícil determinar amb precisió què pensava. Però les seves opinions generals es poden resumir de la següent manera:

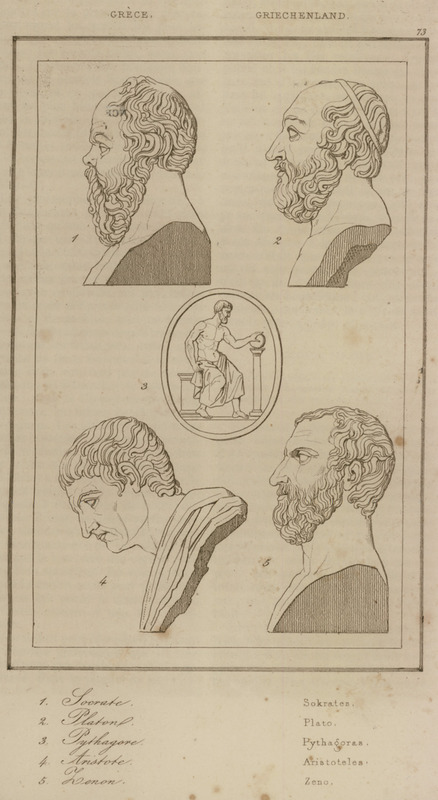
Sòcrates, Plató, Pitàgores, Aristòtil i Zenó de François Pouqueville

### Lògica
En el seu tractament de la lògica, Zenó va ser influït per Estilpó i altres de l'Escola de Mègara. Zenó va instar la necessitat d'establir una base per a la lògica perquè el savi ha de saber evitar l'engany. Ciceró va acusar Zenó de ser inferior als seus predecessors filosòfics en el seu tractament de la lògica, i sembla cert que els seus successors, inclòs Crisip, van establir un tractament més exacte del tema. Zenó va dividir les concepcions veritables en comprensibles i incomprensibles, permetent al lliure albir el poder de l'assentiment (sinkatathesis/συνκατάθεσις) per distingir entre impressions sensorials. Zenó va dir que hi havia quatre etapes en el procés que conduïa al coneixement veritable, que va il·lustrar amb l'exemple de la mà plana i estesa i el tancament gradual del puny:
| « | Zeno va estirar els dits i va mostrar el palmell de la mà: – «La percepció», va dir, «és una cosa com aquesta». – Llavors, quan va haver tancat una mica els dits, – «L'assentiment és així». – Després, quan va haver tancat completament la mà, i va mostrar el puny, això, va dir, era comprensió. A partir d'aquest símil també va donar a aquell estat un nou nom, anomenant-lo katalepsis (κατάληψις). Però quan va posar la mà esquerra contra la dreta i amb ella va agafar el puny amb fermesa: – «El coneixement» –va dir, era d'aquell caràcter; i això era el que només posseïa un savi. | » |

### Física
L'univers, segons Zenó, és Déu: una entitat de raonament diví, on totes les parts pertanyen al tot. En aquest sistema panteista va incorporar la física d'Heraclit; l'univers conté un foc artesà diví, que ho preveu tot, i s'estén per tot l'univers, ha de produir-ho tot:
| « | Zenó, doncs, defineix la natura dient que és el foc artístic, que avança per mètodes fixos fins a la creació. Perquè sosté que la funció principal de l'art és crear i produir i que allò que la mà aconsegueix en les produccions de les arts que fem servir, s'aconsegueix molt més artísticament per naturalesa, és a dir, com he dit, amb el foc treballant artísticament que és el mestre de les altres arts. | » |

Aquest foc diví, o èter, és la base de tota l'activitat de l'univers, que opera sobre la matèria que, per contra, és passiva i no augmenta ni disminueix. La substància primària de l'univers prové del foc, passa per l'etapa de l'aire i després es converteix en aigua: la part més doble es converteix en terra, i la part més fina torna a ser aire, i en acabat torna a ser foc. Les ànimes individuals formen part del mateix foc que l'ànima del món de l'univers. Seguint Heraclit, Zenó va adoptar la visió que l'univers va patir cicles regulars de formació i destrucció.
La naturalesa de l'univers és de tal manera que aconsegueix el que és correcte i impedeix el contrari, i s'identifica amb el Destí incondicional, alhora que li permet el lliure albir que se li atribueix.

### Ètica

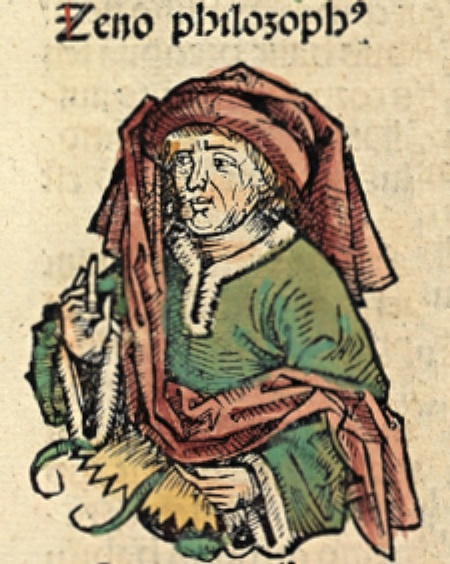
Zenó, retratat com un erudit medieval a la Crònica de Nuremberg

Igual que els cínics, Zenó va reconèixer un sol bé, únic i senzill, que és l'únic objectiu pel qual s'esforça. «La felicitat és un bon fluir de la vida», deia Zenó, i això només es pot aconseguir mitjançant l'ús de la raó justa coincidint amb la raó universal (Logos), que ho governa tot. Un mal sentiment (pathos) «és un trastorn de la ment repugnant a la raó i contra la natura». Aquesta consistència de l'ànima, de la qual broten les accions moralment bones, és virtut, el veritable bé només pot consistir en la virtut.
Zenó va divergir dels cínics en dir que les coses que són moralment adiàfores (indiferents) podrien, no obstant això, tenir valor. Les coses tenen un valor relatiu en proporció a com ajuden l'instint natural d'autoconservació. El que s'ha de preferir és una «acció adequada» (kathêkon/καθῆκον), una designació que Zenó va introduir per primera vegada. L'autoconservació, i les coses que hi contribueixen, només tenen un valor condicional; no ajuden a la felicitat, que només depèn de les accions morals.
De la mateixa manera que la virtut només pot existir dins el domini de la raó, el vici només pot existir amb el rebuig de la raó. La virtut és absolutament oposada al vici, els dos no poden existir en la mateixa cosa junts, i no poden augmentar ni disminuir; cap acció moral és més virtuosa que una altra. Totes les accions són bones o dolentes, ja que els impulsos i els desitjos es basen en el lliure consentiment i, per tant, fins i tot els estats mentals passius o les emocions que no es guien per la raó són immorals i produeixen accions immorals. Zenó va distingir quatre emocions negatives: el desig, la por, el plaer i el dolor (epithumia, phobos, hedone, lupe / ἐπιθυμία, φόβος, ἡδονή, λύπη), i probablement va ser el responsable de distingir les tres emocions positives corresponents: voluntat, precaució i alegria (boulesis, eulabeia, chara / βούλησις, εὐλάβεια, χαρά), sense cap equivalent racional corresponent per al dolor. Tots els errors s'han d'eliminar, no només deixar de banda i substituir-los per raó correcta.

## Obres
Cap dels escrits originals de Zenó no ha sobreviscut excepte com a cites fragmentàries conservades per escriptors posteriors. La més famosa de les seves obres va ser La República, escrita en una imitació conscient o en oposició a La República de Plató. Tot i que no ha sobreviscut, se'n sap més que de qualsevol altra de les seves obres. Va descriure la visió de Zenó de la societat estoica ideal.
Un manuscrit que es va atribuir a Zenó, que coincideix amb un títol conegut d'una de les seves altres obres, Περὶ φύσεως (Sobre la natura), va ser descobert el 1949 en una traducció a l'armeni antic. El 1956 va ser traduït al rus i publicat amb un ampli comentari. La investigació filològica posterior va concloure que l'autor no podia haver estat Zenó i, en canvi, era un filòsof cristià anònim de finals del segle vi o una mica més tard, escrivint en la tradició de la filosofia antiga, però fent-ho com a cristià. Ara és conegut com a Pseudo-Zenó. La seva obra mostra una integració de conceptes cristians i filosòfics, però d'una manera molt moderada.
Els títols de molts dels escrits de Zenó són, però, coneguts i són els següents:
| - Escrits ètics: - Πολιτεία - República - Περὶ τοῦ κατὰ φύσιν βίου – Sobre la vida segons la natura - Περὶ ὁρμῆς ἢ Περὶ ἀνθρώπου φύσεως - Sobre l'impuls, o sobre la natura dels humans - Περὶ παθῶν – Sobre les passions - Περὶ τοῦ καθήκοντος - Sobre el deure - Περὶ νόμου – Sobre la llei - Περὶ τῆς Ἑλληνικῆς παιδείας - Sobre l'educació grega | - Escrits físics: - Περὶ ὄψεως – Sobre la vista - Περὶ τοῦ ὅλου – Sobre l'univers - Περὶ σημείων – Sobre les senyals - Πυθαγορικά – Doctrines pitagòriques - Escrits lògics: - Καθολικά - Coses generals - Περὶ λέξεων - Sobre l'estil - Προβλημάτων Ὁμηρικῶν εʹ - Problemes homèrics - Περὶ ποιητικῆς ἀκροάσεως - Sobre lectures poètiques | - Altres obres: - Τέχνη - Λύσεις – Solucions - Ἔλεγχοι βʹ - Ἄπομνημονεύματα Κράτητος ἠθικά - Περὶ οὐσίας – Sobre l'ésser - Περὶ φύσεως – Sobre la natura - Περὶ λόγου – Sobre el logos - Εἰς Ἡσιόδου θεογονίαν - Διατριβαί – Discursos - Χρεῖαι |